# ジェームズ・リッティ

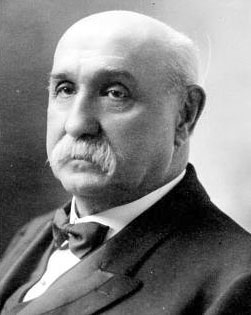
James Jacob Ritty

ジェームズ・リッティ（James Jacob Ritty, 1836年10月29日 - 1918年3月29日）は、サロン（バー）の店主で、キャッシュレジスターを発明した発明家。

## 生涯
彼はオハイオ州デイトンで、不法移民のリージャー博士とメアリー・リッティの間に生まれた。ジェームズは一時医学大学に通い、1850年の台帳には「医師」として記された。1860年までに彼は妻スーザン（1844年-1924年8月）と結婚し、彼の死亡告知によると彼らは56年間夫婦であった。南北戦争の開戦時、彼はオハイオ軍の第4オハイオ騎馬隊に入隊した。彼は中尉から大尉に昇進し、3年の軍務の後に円満退職した。 
1871年、ジェームズ・リッティはオハイオ州デイトンに最初の彼のサロンを開店し、「ピュアウィスキー、美味しいワイン、煙草のディーラー」という宣伝を掲げた。リティの店の従業員には、飲食物や他の商品の代金を預かるよりも、お客の金を取って、それを盗もうとした者もいた。1878年、ヨーロッパへの蒸気船の旅の間、リティは船のプロペラが何回回ったかを数えるメカニズムに好奇心をそそられるようになった。彼は自分の店の現金の取引を記録するためにこのようなものを作る事が出来ないかどうかと考えた。
リッティがデイトンに戻るとすぐに、彼と彼の兄弟で熟練工のジョンは、そのような装置の設計に着手した。いくつかの失敗作の後、三つ目にデザインした装置は、キーを押す事で金額を表示するもので、現金を入れる引き出しはなかった。ジェームズとジョンのリッティ兄弟は、1879年に「Ritty's Incorruptible Cashier（リッティの公正なキャッシャー）」という名称でデザインの特許を取得した。
リッティ兄弟は、サロンを経営しながら、デイトンにキャッシュレジスターを制作する小さな工場を開いた。その会社は成功する事はなく、そして1881年、ジェームズ・リッティは二つの事業を運営して行く責任に参ってしまい、キャッシュレジスターの事業の株式すべてを売った。購買者は、National Manufacturing Companyを設立した陶器とガラス製品のセールスマンだったシンシナティのジェイコブ・H・エカートや、当時石炭と鉄道の事業を持っていたジョンとフランク・パターソンらを含む発明家の集団だった。ジョン・H・パターソンは1884年に株式の過半数保有者となり、会社の名前をNational Cash Register Company（現在のNCR）と改名した。
リッティは、彼が発明からあまり利益を得られないことに憤慨はせず、ジョン・H・パターソンとの友好関係を維持し、様々なNCRの打ち合わせや会議に出席することを何度も依頼された。
1882年、リッティは別のサロン「ポニーハウス」を、以前若い女性のためのフランス語と英語の学校だった南ジェファースン通りの建物に開店した。ポニーハウスのためにリッティは、バーニー&スミス自動車会社の木彫職人に発注して、5,400ポンドのホンデュラス産マホガニーを店に使用した。中央の天井にはJRというイニシャルが装飾され、内装は鉄道の客車のように左右対称に配置された。ポニーハウスの建物が取り壊された1967年にそのバーは、今日デイトンにある店「ジェイズ・シーフード」に保存された。
ジェームズ・リッティは1895年にバーの仕事から引退した。彼はダウンタウンのデイトンアーケードの彼の自宅で心臓病で死亡し、オハイオ州デイトンのウッドランド墓地に埋葬された。